# Suchmuster

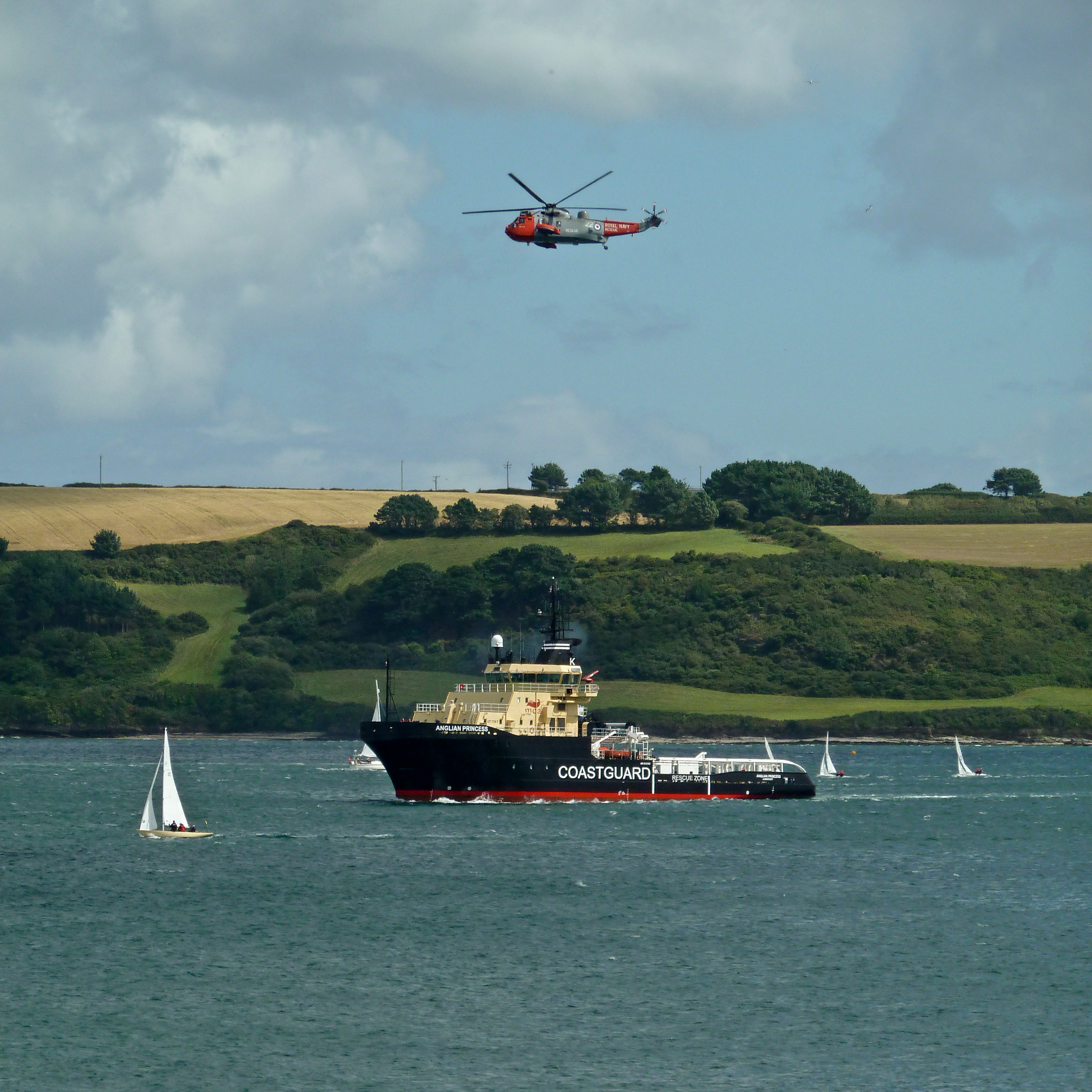
Auslaufen zweier Rettungseinheiten

Suchmuster werden von Suchmannschaften in der Seenotrettung verwendet, um vermisste oder sich in Not befindliche Personen oder Schiffe zu finden. Sie können auch dabei helfen, wenn ein Schiff eine über Bord gegangene Person aus den Augen verloren hat und wiederfinden muss.

## Grundsätzliches
Wenn Personen auf See in Not geraten, müssen sie so schnell wie möglich gefunden werden, denn andernfalls droht der Tod durch Unterkühlung, Erschöpfung oder, falls sich die Personen noch auf einem Schiff oder einer Rettungsinsel befinden, durch Verdursten oder Verhungern. Das Meer ist eine im Verhältnis zum gesuchten Ziel riesengroße Fläche und das Ziel kann durch Wind und Wellen abdriften und nicht mehr an der Stelle sein, an der ein Notruf abgesetzt wurde oder es zuletzt gesehen wurde. Je weiter weg vom Land sich das Gesuchte befindet, umso länger dauert es in der Regel, bis Suchmannschaften vor Ort sind, umso weiter weg vom ursprünglichen Ort kann es also sein.

## Suchabstände

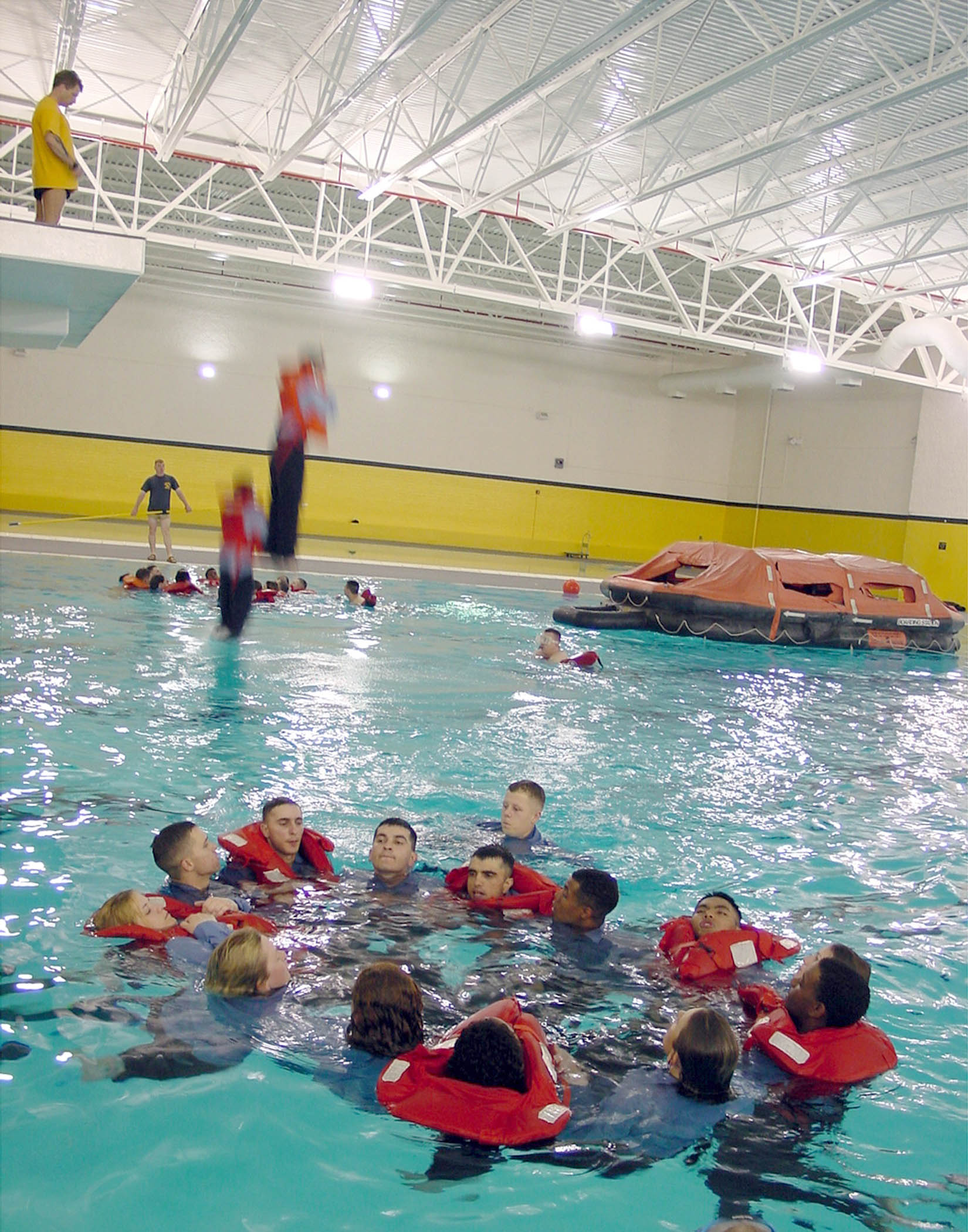
Größenvergleich einiger möglicher Suchziele

Die meisten Suchmuster verwenden den Rasterabstand S (engl.: recommended track spacing) als zentrale Größe zur Angabe der „Dichte“ des Suchmusters. Diese ist abhängig von der Größe des gesuchten Zielobjektes und den Wetterbedingungen. Er wird so gewählt, dass jeder Punkt des Suchgebietes eingesehen werden kann und die Suchzeit gleichzeitig minimiert wird.
Der Wert von S kann anhand einer Formel geschätzt werden:
{\displaystyle S=S_{u}*f_{w}}
Dabei ist {\displaystyle S_{u}} der unkorrigierte Abstand und {\displaystyle f_{w}} der Korrekturfaktor.
| Empfohlene Rasterabstände {\displaystyle S_{u}} (Seemeilen) | für Handelsschiffe | für Handelsschiffe | für Handelsschiffe | für Handelsschiffe | für Handelsschiffe | für Helikopter | für Helikopter | für Helikopter |
| Suchobjekt / Meteorologische Sichtweite                     | 3                  | 5                  | 10                 | 15                 | 20                 | 1              | 5              | >20            |
| ----------------------------------------------------------- | ------------------ | ------------------ | ------------------ | ------------------ | ------------------ | -------------- | -------------- | -------------- |
| Einzelne Person im Wasser                                   | 0,4                | 0,5                | 0,6                | 0,7                | 0,7                | 0,0†           | 0,1            | 0,2            |
| 4-Personen-Rettungsinsel                                    | 2,3                | 3,2                | 4,2                | 4,9                | 5,5                | 0,5            | 1,7            | 2,9            |
| 6-Personen-Rettungsinsel                                    | 2,5                | 3,6                | 5,0                | 6,2                | 6,9                | 0,5            | 2,1            | 3,8            |
| 15-Personen-Rettungsinsel                                   | 2,6                | 4,0                | 5,1                | 6,4                | 7,3                | 0,6            | 2,4            | 4,5            |
| 25-Personen-Rettungsinsel                                   | 2,7                | 4,2                | 5,2                | 6,5                | 7,5                | 0,6            | 2,8            | 5,7            |
| Boot, <5 m                                                  | 1,1                | 1,4                | 1,9                | 2,1                | 2,3                | 0,5            | 1,6            | 2,5            |
| Boot, 7 m                                                   | 2,0                | 2,9                | 4,3                | 5,2                | 5,8                | 0,7            | 3,0            | 5,9            |
| Boot, 12 m                                                  | 2,8                | 4,5                | 7,6                | 9,4                | 11,6               | 0,7            | 3,9            | 9,1            |
| Boot, 24 m                                                  | 3,2                | 5,6                | 10,7               | 14,7               | 18,1               | 0,8            | 5,7            | 18,5           |

- Alle Werte in der Tabelle sind in Seemeilen angegeben
- † Unter diesen Voraussetzungen (Suche mit Luftrettungsmitteln bei Nebel) ist ein Erfolg sehr unwahrscheinlich
- Die Tabelle zeigt auch gut, weshalb es wichtig ist, so lange als irgend möglich auf oder beim sinkenden Boot zu bleiben: Es ist besser erkennbar als die Rettungsinsel.

| Faktor {\displaystyle f_{w}} für Wetterbedingungen | Das Suchziel ist eine Person im Wasser | Gesucht wird eine Rettungsinsel |
| -------------------------------------------------- | -------------------------------------- | ------------------------------- |
| Wind bis maximal 15 kn und maximal 1 m Seegang     | 1,0                                    | 1,0                             |
| Wind zwischen 15 und 25 kn oder Seegang bis 1,5 m  | 0,5                                    | 0,9                             |
| Wind über 25 kn oder Seegang über 1,5 m            | 0,25                                   | 0,6                             |

## Muster zur Selbsthilfe
Diese Muster können angewendet werden, wenn auf einem Boot eine Person über Bord geht und trotz eingeleitetem Mann-über-Bord-Manöver außer Sicht gerät. Die letzte bekannte Position soll dann sofort (in der Regel durch Drücken einer entsprechenden MOB-Taste am Navigationsgerät) gespeichert werden und dient als Ausgangspunkt für die Suche. Besonders unglücklich ist natürlich, wenn das Unglück erst mit Verzögerung festgestellt wird, etwa weil der Wachgänger nachts alleine an Deck war und sein Fehlen erst am Morgen festgestellt wird.

### Sektorensuche

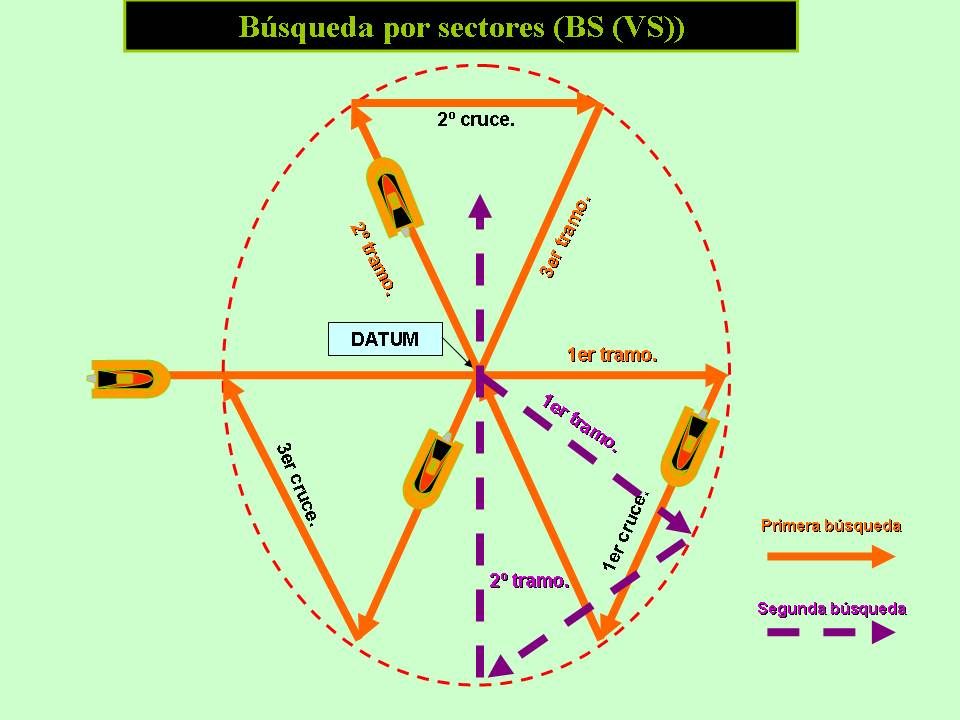
Sektorsuche

Die Sektorensuche eignet sich zur Suche in einem relativ kleinen Gebiet, wenn ein einigermaßen genauer Bezugspunkt (z. B. MOB-Position) bekannt ist. Die gegebene Position wird zuerst markiert, z. B. mit einer Markierungsboje, damit die Drift sichtbar wird, von der das Opfer ja auch betroffen ist.
Die Suche beginnt, indem man sich von der Boje in einer bestimmten Richtung – der Einfachheit halber oft nach Norden – entfernt, bis man den gewünschten Radius erreicht hat. Dieser ist oft statisch und beträgt zwischen 2 und 5 Seemeilen. Alternativ kann auch die Erwartete Sichtweite (ES) (engl.: Expected Detection Range (EDR)) verwendet werden. Dies ist die Distanz, in der man die Markierung in noch 50 % der Zeit sehen kann. Dies ist eine Schätzung für den Rasterabstand S.
Nach dem dreifachen der ES dreht man um 120° nach Steuerbord und fährt weitere dreimal ES. Danach geht es nach einem Kurswechsel wieder 120° nach Steuerbord zum Ausgangspunkt zurück und der nächste Sektor beginnt direkt geradeaus. War die Suche nach drei Schenkeln nicht erfolgreich, beginnt man den ersten Sektor des zweiten Umgangs in Richtung 30°.

### Suche im sich erweiternden Quadrat (erweiterte Suche)
War die Sektorensuche nicht erfolgreich oder ist die letzte bekannte Position nur ungenau bestimmt worden, kann mit der erweiterten Suche eine größere Fläche abgesucht werden. Auch dieses Suchmuster funktioniert jedoch nicht effizient bei allzu ungenauem Suchziel. Diese Methode ist die primäre Suchvariante von professionellen SAR-Einheiten. Die Methode kann jedoch nicht von mehreren Schiffen gleichzeitig angewendet werden und funktioniert auch nicht für niedrig fliegende Flugzeuge, da der Operationsradius zu klein ist und sich die Suchmannschaften gegenseitig gefährden würden.

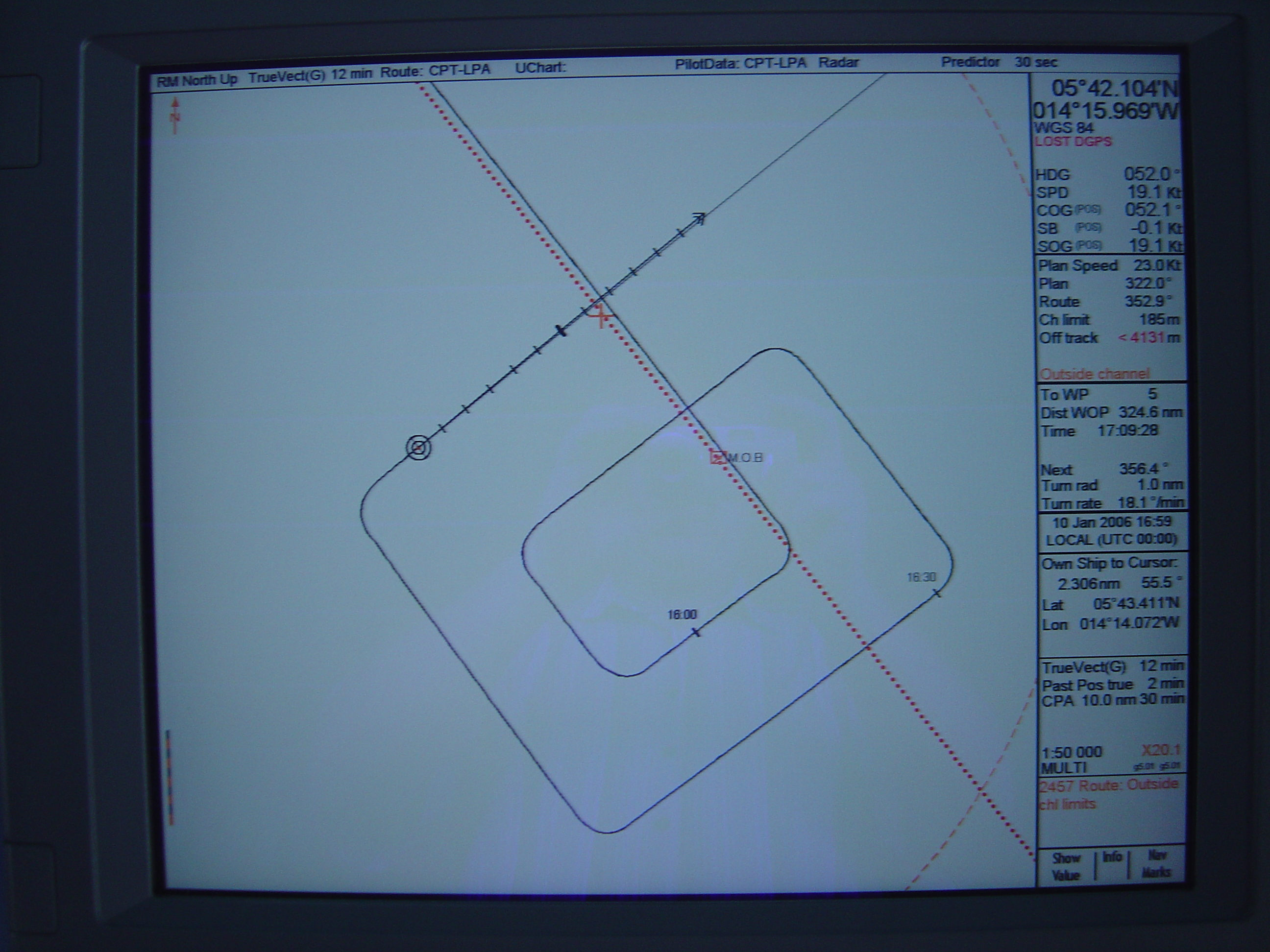
GPS-Track einer MOB-Übung mit Suche im sich erweiternden Quadrat. Hier wurde mit der Suche direkt nach Feststellen der MOB-Situation begonnen und der erste Schenkel in Fahrtrichtung gelegt (Mitte der Darstellung).

Die Suche im sich erweiternden Quadrat beginnt ebenfalls typischerweise auf einem Nordkurs. Hier werden als Schenkellänge D allerdings nur dreiviertel der ES verwendet (oder 100 % der ES, wenn zuvor bereits eine Sektorensuche stattfand, da der Bereich dann bereits zweimal durchsucht wurde). Zunächst wird einmal D nach Norden gefahren, dann einmal D nach Osten, dann zweimal D nach Süden, zweimal D nach Westen, dann dreimal D nach Norden etc. Nach jeweils zwei Schenkeln wird also die zu fahrende Distanz um ein D erhöht, womit eine sich erweiternde rechtwinklige „Spirale“ entsteht, deren Schenkel mit maximal dem Abstand D aneinander vorbei führen.

## SAR-Suchmuster
Greifen Suchmannschaften von SAR-Verbänden in die Suche ein, ist meist ein wesentlich größeres Gebiet zu durchsuchen, weil entweder die Nahbereitssuche nicht erfolgreich war, der letzte Aufenthaltsort des Ziels nur sehr wage bekannt ist, oder seit der Alarmierung schon viel Zeit vergangen ist. Diese Suchmuster werden, insbesondere wenn mehrere Schiffe oder Flugzeuge beteiligt sind, vom On-Scene-Coordinator koordiniert und ggf. geplant.

### Routensuche
Ist die Position des gesuchten Ziels unbekannt und kennt man lediglich seine vorgesehene Route, wird zunächst eine Suche entlang dieser Route gestartet. Dabei wird zunächst auf der einen Seite der Route gesucht und beim Rückweg auf der anderen. Für diese Art der Suche werden wegen der weiten Distanzen vor allem Flugzeuge eingesetzt.

### Parallelsuche
Zwei SAR-Einheiten (z. B. ein Schiff und ein Helikopter) werden das Suchgebiet in einem Gitterraster mit Gitterabstand S absuchen, eine Einheit mit Linien in Ost-West und die andere in Nord-Süd-Richtung. Dabei versuchen sie, möglichst Strömungs- und Winddaten des betroffenen Gebietes mit einzubeziehen, um den wahrscheinlichen Ort des Ziels zu schätzen.
Alternativ sucht eine Einheit in Parallelen vom Suchzentrum aus nach rechts, die andere nach links. Dieses Muster ist mit beliebig vielen Einheiten durchführbar.

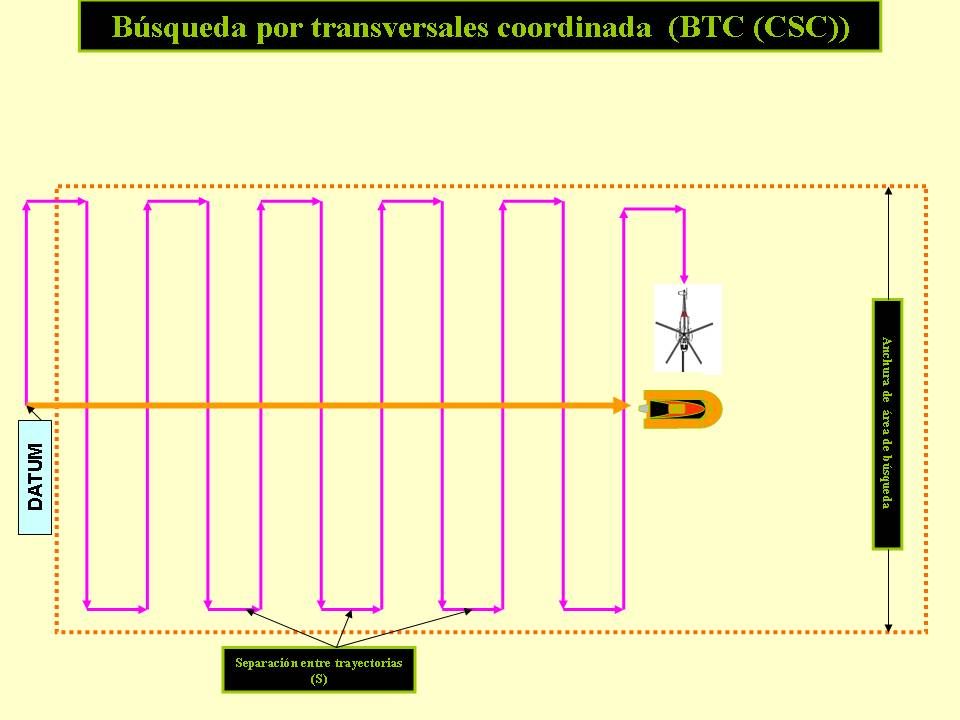
Kombinierte Suche Schiff-Flugzeug

Ein Flugzeug und ein Schiff zusammen können eine kombinierte Suche durchführen, die berücksichtigt, dass das Flugzeug deutlich schneller ist als das Schiff, letzteres aber genauer navigieren kann und näher am Wasser ist: Während das Flugzeug ein Gitterraster abfliegt, fährt das Schiff quer dazu nur geradeaus und gibt dem Flugzeug so eine Navigationsmarke vor, mit der dieses sein Muster abgleichen kann.

### Suche mit technischen Mitteln
Technische Hilfsmittel können zu spezialisierten Suchmustern führen, etwa zum Auffinden einer SART-Boje oder eines EPIRB oder ELT-Signals. Ein zweimaliges Überfliegen des Gebietes und etwas Kartengeometrie sollte dabei ausreichen, um die Position der sendenden Boje mit hinreichender Präzision bestimmen zu können. Dabei macht man sich zunutze, dass die Sendereichweite des Signals auf See ziemlich genau rund ist, der Abstand vom Ziel, bei dem das Signal außer Reichweite gerät, also konstant ist.
Natürlich kann auch das Radargerät für die Suche eingesetzt werden. Die Reichweite von Radargeräten ist auch von der Größe des Zielobjektes abhängig. Ein 10000-BRZ-Schiff kann schon auf etwa 18 sm geortet werden, während ein 9-m-Boot im Schnitt nur auf 2,7 nm Distanz erkannt werden kann (bei 30 m Radarhöhe, bei 15 m Radarhöhe nur noch rund 70 % davon).

## Suche an Land
Die Suche an Land unterscheidet sich von der Suche auf See in einigen wichtigen Punkten. Wegen eventuell vorhandener Vegetation ist das Entdecken des Zielobjektes üblicherweise schwieriger als auf See, daher muss das Gebiet oft mehrmals abgeflogen werden. Der Gitterabstand für die Suche nach einer Person beträgt nur fünf bis acht Meter. Heute werden auch FLIR-Kameras eingesetzt, mit denen Personen besonders nachts aufgrund ihrer Körperwärme entdeckt werden können. Die Suche allein durch Bodenteams ist meistens nicht praktikabel, kann aber in kleinen Gebieten hilfreich sein.
Zur Parallelsuche an Land werden Menschenketten gebildet, die das Gebiet in vorgegebenen Abstand durchkämmen. So können 20 bis 25 Personen eine Fläche von einem Quadratkilometer in etwa anderthalb Stunden durchsuchen.

## Beenden der Suche
Es gibt mehrere Gründe, weshalb die Suche nicht erfolgreich sein kann. Das kann an einer falschen Angabe der letztbekannten Zielposition liegen, etwa durch Übermittlungsfehler oder wegen navigatorischer Fehler. Der Drift des Objektes kann falsch eingeschätzt werden. Bei rauen Wetterbedingungen ist es möglich, dass das Objekt schlicht übersehen wird, obwohl es sich im Suchgebiet befunden hat. Dass ein Boot spurlos untergeht, ist eher die Ausnahme, meist bleiben mindestens einige Trümmer oder Ölflecken an der Oberfläche zurück.
Die Suche wird in der Regel solange durchgeführt, bis das gesuchte Objekt oder die gesuchte Person gefunden wird. Das zuständige MRCC (oder, falls dieses nicht erreichbar ist, muss auch der On-scene-Coordinator (OSC) entscheiden) kann die Suche abbrechen, wenn die Aussicht auf Erfolg als nicht mehr realistisch betrachtet wird. Bei Einzelpersonen liegt diese Grenze, je nach Wassertemperatur, bei einigen Stunden bis maximal Tagen. Die folgende Tabelle gibt einige Richtwerte bei ohne Schutzanzug im Wasser treibenden Personen:
| Wassertemperatur (°C) | Erwartete Überlebensdauer                              |
| --------------------- | ------------------------------------------------------ |
| < 2                   | Weniger als 3/4 h                                      |
| 2 bis 4               | Weniger als 1½ h                                       |
| 4 bis 10              | Weniger als 3 h                                        |
| 10 bis 15             | Weniger als 6 h                                        |
| 15 bis 20             | Weniger als 12 h                                       |
| über 20               | Unbeschränkt (abhängig von der Erschöpfung des Opfers) |

Werden Schiffe oder Rettungsinseln gesucht, kann die Suche durchaus mehrere Wochen in Anspruch nehmen und entsprechende Kosten verursachen. Die Suche nach der Boeing 777 des Malaysia-Airlines-Fluges 370 dauerte mehrere Monate und war bis heute nicht erfolgreich.
Wurde das gesuchte Objekt gefunden, beendet der OSC die Suche und informiert das MRCC über das Suchergebnis, sowie darüber, wohin die geborgenen Opfer gebracht werden und welche Schiffe diese transportieren. Er erbittet falls nötig weitere medizinische Hilfe für die Geborgenen. Falls das verunglückte Schiff eine Gefahr für andere Schiffe oder die Umwelt darstellt, muss das MRCC ebenfalls darüber informiert werden, damit Bergungsmassnahmen eingeleitet und weitere Schiffe auf die Gefahr aufmerksam gemacht werden können.